# Schwarzeck-Zahnspinner

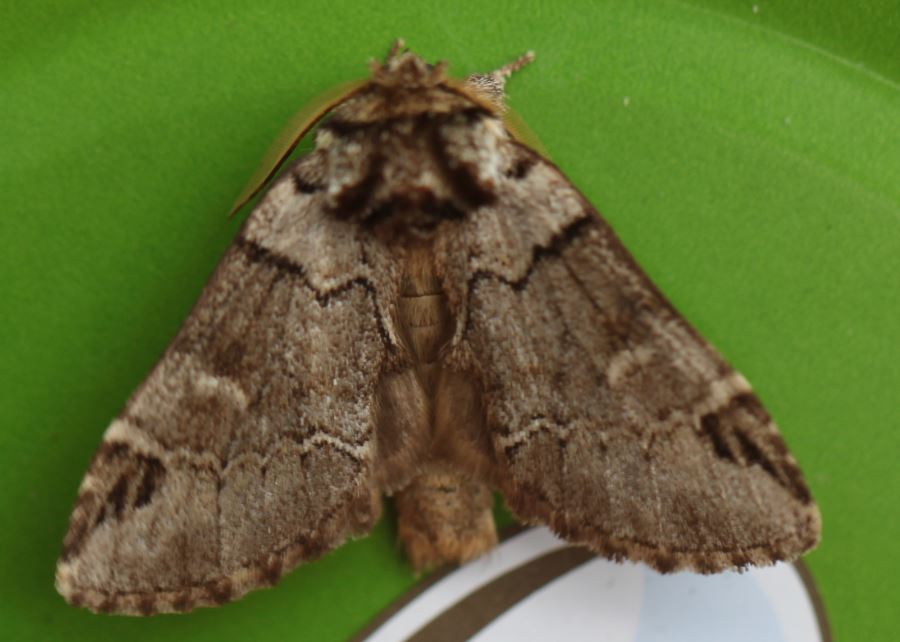
In Ruhestellung

Der Schwarzeck-Zahnspinner (Drymonia obliterata), gelegentlich auch  Schwarzfleck  genannt, ist ein Schmetterling (Nachtfalter) aus der Familie der Zahnspinner (Notodontidae).

## Merkmale

### Imago
Die Falter erreichen eine Flügelspannweite von 30 bis 40 Millimetern. Sie haben in verschiedenen Brauntönen gefärbte Flügel. Die Vorderflügel besitzen am Innenrand den für die meisten Zahnspinnerarten typischen Schuppenzahn. Das Wurzelfeld der Vorderflügel ist etwas aufgehellt. Ein dunkelbrauner Fleck in Form eines Dreiecks im Bereich der Vorderflügelspitze unterscheidet den Falter von den sonst ähnlichen Arten Ungefleckter Zahnspinner (Drymonia dodonaea), Dunkelgrauer Zahnspinner (Drymonia ruficornis) und Südlicher Zahnspinner (Drymonia velitaris). Die Palpen sind kurz, der Rüssel verkümmert. Die Fühler der Männchen sind bis zur Spitze doppelt gekämmt, diejenigen der Weibchen schwach gesägt. Der Thorax besitzt einen aufrechten Haarschopf, der Hinterleib ist kurz anliegend behaart.

### Ei
Das Ei ist ziemlich klein, kugelig, nach unten abgeflacht und von weißlicher Farbe.

### Raupe
Die Raupen sind weißlich grün und haben helle Seitenstreifen. Diese sind nach oben von einer feinen, roten Linie begrenzt.

### Puppe
Die Puppe ist dunkelbraun gefärbt.

## Ähnliche Arten
- Dunkelgrauer Zahnspinner (Drymonia ruficornis)
- Ungefleckter Zahnspinner (Drymonia dodonaea)
- Südlicher Zahnspinner (Drymonia velitaris)

## Synonyme
- Drymonia melagona
- Ochrostigma melagona

## Vorkommen
Die Art ist in Europa verbreitet, fehlt aber in Skandinavien, Großbritannien und einigen Mittelmeerregionen. Sie lebt in verschiedenen Lebensräumen, in denen ihre Futterpflanzen wachsen, wie z. B. in lichten Laubmischwäldern mit Unterholz sowie in Lichtungen mit Eichen- und Buchengebüsch.

## Lebensweise
Die nachtaktiven Falter fliegen vorwiegend in einer Generation von Ende Mai bis Anfang Juli und an warmen Plätzen in einer zweiten Generation im August und September. Sie fliegen künstliche Lichtquellen an. In Ruhestellung halten sie die Flügel dachförmig. Die Raupe ist von Juli bis September anzutreffen. Sie verpuppt sich in einem lockeren Gespinst am Boden. Die Überwinterung erfolgt im Puppen-Stadium. Die Puppe überliegt gelegentlich zweimal.

### Nahrung der Raupen
Die Raupen ernähren sich hauptsächlich von den Blättern von Eiche (Quercus) und Buche (Fagus). Sie bevorzugen dabei Büsche.

### Gefährdung und Schutz
Die Art tritt in Deutschland je nach Region in sehr unterschiedlicher Anzahl auf, ist gebietsweise selten, gilt aber nicht als akut gefährdet.